# La Chapelle-des-Marais
La Chapelle-des-Marais ist eine französische Gemeinde mit 4424 Einwohnern (Stand 1. Januar 2022) im Département Loire-Atlantique in der Region Pays de la Loire. Die Gemeinde liegt im Regionalen Naturpark Brière (französisch Parc naturel régional de Brière).

## Bevölkerungsentwicklung
| Jahr                       | 1962 | 1968 | 1975 | 1982 | 1990 | 1999 | 2009 | 2017 |
| Einwohner                  | 2476 | 2550 | 2767 | 3037 | 3206 | 2952 | 3671 | 4185 |
| Quellen: Cassini und INSEE |      |      |      |      |      |      |      |      |

## Persönlichkeiten
- Émilien Pied (1907–1962), römisch-katholischer Ordensgeistlicher, Apostolischer Präfekt von Vichada